# Presečno Visočko
Presečno Visočko es una localidad de Croacia en el municipio de Visoko, condado de Varaždin.

## Geografía
Se encuentra a una altitud de 204 m s. n. m. a 55,5 km de la capital nacional, Zagreb.

## Demografía
En el censo 2011, el total de población de la localidad fue de 180 habitantes.
| Gráfica de población de Presečno Visočko 1857-2011                  |
|                                                                     |
| Según los censos de población de la oficina estadística de Croacia. |